# ريتشارد غرينير
ريتشارد غرينير هو لاعب هوكي الجليد كندي، ولد في 18 سبتمبر 1952 في مونتريال في كندا.

## وصلات خارجية
- ريتشارد غرينير على موقع دوري الهوكي الوطني (الإنجليزية)
- ريتشارد غرينير على موقع EliteProspects.com (الإنجليزية)
- ريتشارد غرينير على موقع HockeyDB.com (الإنجليزية)
- ريتشارد غرينير على موقع Hockey-Reference.com (الإنجليزية)